# Eusébio Oscar Scheid
Eusebio Oscar Scheid (Luzerna, 8 dicembre 1932 – Jacareí, 13 gennaio 2021) è stato un cardinale e arcivescovo cattolico brasiliano, membro dei Sacerdoti del Sacro Cuore di Gesù.

## Biografia
Eusébio Oscar Scheid nacque l'8 dicembre 1932 a Luzerna, Stato federato di Santa Catarina e diocesi di Joaçaba, nella parte meridionale dell'allora Seconda Repubblica brasiliana (oggi Repubblica Federale del Brasile), da Alberto Reinaldo Scheid e Rosália Joana.

### Formazione e ministero sacerdotale
Dopo aver frequentato le scuole elementari e medie a Corupá entrò nel seminario della Congregazione dei Sacerdoti del Sacro Cuore di Gesù (dehoniani) per gli studi superiori.
Il 2 febbraio 1954 emise la professione solenne, iniziando lo stesso anno gli studi di filosofia a Brusque. L'anno successivo fu inviato a Roma e studiò filosofia dal 1955 al 1957 e teologia dal 1957 al 1964 presso la Pontificia Università Gregoriana. Conseguì la specializzazione in cristologia con uno studio su Ubertino da Casale e quindi il dottorato con una tesi sull'Interiorità di Cristo.
Il 3 luglio 1960 fu ordinato presbitero a Roma per imposizione delle mani di Inácio João Dal Monte, O.F.M.Cap., vescovo di Guaxupé. Tornato in patria fu professore nel seminario "Cristo Re" e nel seminario regionale del Nord-est di Recife dal 1964 al 1965; professore di teologia dogmatica e di liturgia nell'Istituto teologico di Taubaté dal 1966 al 1981; direttore della Facoltà di teologia di Taubaté e professore invitato di cultura religiosa alla Pontificia università cattolica di San Paolo dal 1966 al 1968 e coordinatore della catechesi a Taubaté dal 1970 al 1974.

### Ministero episcopale
Il 30 gennaio 1981, con la bolla Qui in Beati Petri, papa Giovanni Paolo II eresse la diocesi di São José dos Campos ricavandone il territorio da quelle di Mogi das Cruzes e Taubaté; l'11 febbraio lo nominò primo vescovo della nuova sede. Ricevette l'ordinazione episcopale il 1º maggio successivo nella pro-cattedrale di San Disma a São José dos Campos, per imposizione delle mani dell'arcivescovo Carmine Rocco, nunzio apostolico in Brasile, co-consacranti l'arcivescovo coadiutore di Aparecida Geraldo María de Morais Penido e il vescovo di Lages Honorato Piazera, S.C.I. Durante la stessa celebrazione prese possesso della diocesi. Come motto episcopale scelse l'espressione Deus é bom, che tradotto vuol dire "Dio è buono".
Il 23 gennaio 1991 papa Giovanni Paolo II lo promosse, cinquantottenne, arcivescovo metropolita di Florianópolis; succedette al settantaseienne Alfonso Niehues, dimissionario per raggiunti limiti d'età dopo ventiquattro anni passati a guidare la diocesi. Prese possesso della nuova sede il 16 marzo durante una cerimonia svoltasi presso la cattedrale di Nostra Signora dell'Esilio a Florianópolis. Il 29 giugno seguente, giorno della solennità dei Santi Pietro e Paolo, il pontefice gli impose il pallio, simbolo di comunione tra la Santa Sede e il metropolita, durante una celebrazione svoltasi nella basilica di San Pietro in Vaticano.
Il 25 luglio 2001 papa Giovanni Paolo II lo trasferì, sessantottenne, alla sede metropolitana di São Sebastião do Rio de Janeiro; succedette all'ottantenne cardinale Eugênio de Araújo Sales, dimissionario per raggiunti limiti d'età dopo ben trent'anni di governo pastorale. Prese possesso dell'arcidiocesi il 22 settembre successivo con una cerimonia svoltasi presso la cattedrale di San Sebastiano a Rio de Janeiro. Il 3 ottobre venne nominato anche ordinario per i fedeli di rito orientale in Brasile. Il 29 giugno 2002 ricevette uno nuovo pallio presso la basilica di San Pietro.

### Cardinalato
Il 28 settembre 2003, prima dell'Angelus, papa Giovanni Paolo II annunciò la sua creazione a cardinale nel concistoro del 21 ottobre seguente.; settantenne, fu il 5º arcivescovo consecutivo di Rio de Janeiro a ricevere la porpora cardinalizia, oltre che il primo appartenente ai dehoniani insieme al polacco Stanisław Kazimierz Nagy, creato nello stesso concistoro. Durante la cerimonia, svoltasi alle 10:30 sul sagrato della basilica di San Pietro in Vaticano, gli vennero conferiti la berretta, l'anello ed il titolo cardinalizio dei Santi Bonifacio ed Alessio, vacante dall'8 settembre 2002, giorno della morte del connazionale Lucas Moreira Neves, O.P., prefetto emerito della Congregazione per i vescovi. Prese possesso della sua chiesa titolare durante una cerimonia svoltasi il 14 giugno 2004 alle ore 11:00.
Dopo la morte di papa Giovanni Paolo II, prese parte al conclave del 2005, che si concluse con l'elezione al soglio pontificio del cardinale Joseph Ratzinger, prefetto della Congregazione per la dottrina della fede, con il nome di Benedetto XVI.
Il 27 febbraio 2009 papa Benedetto XVI accettò la sua rinuncia dal governo pastorale dell'arcidiocesi di São Sebastião do Rio de Janeiro per raggiunti limiti d'età, ai sensi del can. 401 § 1 del Codice di diritto canonico, divenendone arcivescovo emerito all'età di settantasei anni; gli succedette il cinquantottenne Orani João Tempesta, O.Cist., trasferito dalla sede metropolitana di Belém do Pará. Il 28 luglio 2010 lasciò anche l'incarico di ordinario per i fedeli di rito orientale in Brasile.
Partecipò alla IX assemblea generale ordinaria del Sinodo dei vescovi che ebbe luogo nella Città del Vaticano dal 2 al 9 ottobre 1994 sul tema "La vita consacrata e la sua missione nella Chiesa e nel mondo" e alla X assemblea generale ordinaria del Sinodo dei vescovi che ebbe luogo nella Città del Vaticano dal 30 settembre al 6 novembre 2001 sul tema "Il Vescovo: Servitore del Vangelo di Gesù Cristo per la speranza del mondo".
Partecipò anche alla IV conferenza episcopale latinoamericana che si tenne a Santo Domingo dal 12 al 28 ottobre 1992 e alla V conferenza episcopale latinoamericana che si tenne ad Aparecida dal 13 al 31 maggio 2007.
Fu consigliere della Pontificia commissione per l'America Latina dal 12 dicembre 2002; membro del Pontificio consiglio delle comunicazioni sociali dal 24 novembre 2003  e membro del Consiglio di Cardinali per lo studio dei problemi organizzativi ed economici della Santa Sede dal 3 febbraio 2007.
Fu anche inviato speciale al XV Congresso eucaristico nazionale del Brasile che si tenne a Florianópolis dal 18 al 21 maggio 2006.
L'8 dicembre 2012, al compimento dell'ottantesimo genetliaco, perse il diritto di entrare in conclave e cessò di essere membro dei dicasteri della Curia romana, in conformità all'art. II § 1-2 del motu proprio Ingravescentem Aetatem, pubblicato da papa Paolo VI il 21 novembre 1970; per questo motivo non poté partecipare alle votazioni del conclave del 2013, che si concluse con l'elezione al soglio pontificio del cardinale Jorge Mario Bergoglio, arcivescovo metropolita di Buenos Aires, con il nome di Francesco.
Ricevette la medaglia Santos Dumont il 19 settembre 2002; la cittadinanza onoraria dello Stato di Rio de Janeiro dall'Assemblea Legislativa dello Stato il 19 agosto 2002; la medaglia aeronautica d'onore aeronautico il 23 ottobre 2002; il collare d'onore giudiziario dalla Magistratura dello Stato di Rio de Janeiro l'8 dicembre 2002 e la medaglia Pedro Ernesto dal comune di Rio de Janeiro il 10 settembre 2003. In onore della sua nomina a cardinale ricevette il plauso del Senato Federale del Brasile il 7 ottobre 2003; la mozione d'onore del Consiglio Comunale di Niterói l'8 ottobre e la mozione di ammirazione e congratulazioni del consiglio comunale di Rio de Janeiro il 30 ottobre 2003.
Morì all'ospedale São Francisco a Jacareí nel primo pomeriggio del 13 gennaio 2021 all'età di 88 anni a causa di un peggioramento delle sue già precarie condizioni di salute dopo aver contratto il COVID-19, complicato da polmonite, una settimana prima. Alle ore 18 dello stesso giorno la salma fu benedetta e poi tumulata nella pro-cattedrale di San Disma a São José dos Campos, come da sua volontà. Alle 19:30 si tenne una messa in suffragio nello stesso edificio. Altre messe in suffragio vennero celebrate il 16 gennaio dal cardinale Orani João Tempesta nella cattedrale di San Sebastiano a Rio de Janeiro  e nel settimo giorno dalla morte da monsignor Wilson Tadeu Jönck, arcivescovo metropolita di Florianópolis.

## Curiosità
Il cardinale Scheid era appassionato di pallavolo.

## Genealogia episcopale e successione apostolica
La genealogia episcopale è:
- Cardinale Scipione Rebiba
- Cardinale Giulio Antonio Santori
- Cardinale Girolamo Bernerio, O.P.
- Arcivescovo Galeazzo Sanvitale
- Cardinale Ludovico Ludovisi
- Cardinale Luigi Caetani
- Cardinale Ulderico Carpegna
- Cardinale Paluzzo Paluzzi Altieri degli Albertoni
- Papa Benedetto XIII
- Papa Benedetto XIV
- Papa Clemente XIII
- Cardinale Marcantonio Colonna
- Cardinale Giacinto Sigismondo Gerdil, B.
- Cardinale Giulio Maria della Somaglia
- Cardinale Carlo Odescalchi, S.I.
- Cardinale Costantino Patrizi Naro
- Cardinale Lucido Maria Parocchi
- Papa Pio X
- Cardinale Gaetano De Lai
- Cardinale Raffaele Carlo Rossi, O.C.D.
- Cardinale Amleto Giovanni Cicognani
- Arcivescovo Carmine Rocco
- Cardinale Eusébio Oscar Scheid, S.C.I.

La successione apostolica è:
- Vescovo Vito Schlickmann (1995)
- Vescovo Luíz Carlos Eccel (1999)
- Vescovo Manoel João Francisco (1999)
- Vescovo Assis Lopes (2003)
- Arcivescovo Dimas Lara Barbosa (2003)
- Arcivescovo Wilson Tadeu Jönck, S.C.I. (2003)
- Vescovo Antônio Augusto Dias Duarte (2005)
- Vescovo Edney Gouvêa Mattoso (2005)
- Vescovo Edson de Castro Homem (2005)